# Misodendron macrolepis
Misodendron macrolepis är en tvåhjärtbladig växtart som beskrevs av Rodolfo Amando Philippi. Misodendron macrolepis ingår i släktet Misodendron och familjen Misodendraceae. Inga underarter finns listade i Catalogue of Life.